# Bătălia de la Stirling Bridge
Bătălia de la Podul Stirling a fost o luptă din Primul Război de Independență Scoțian. La 11 septembrie 1297, forțele conduse de Andrew Moray și William Wallace au învins forțele engleze combinate ale lui John de Warenne, și Hugh Cressingham, lângă Stirling, pe râul Forth.